# La vie est à nous (film)
Pour les articles homonymes, voir La vie est à nous.
Pour plus de détails, voir Fiche technique et Distribution.
La vie est à nous est un film français réalisé par Jean Renoir et Jean-Paul Le Chanois en 1936 et sorti en 1969. Le film a été tourné à l'initiative du Parti communiste français pour la campagne électorale du Front populaire avec des fonds recueillis à la suite de collectes effectuées au cours de meetings, et avec la participation bénévole des techniciens et artistes.
Lors de sa sortie, il s'est vu refuser le visa permettant sa projection publique et n'a alors été diffusé que dans les cellules et meetings communistes, comme le 7 avril 1936 à La Bellevilloise. Il ne reçoit son visa d'exploitation des autorités françaises qu'en 1969.

## Synopsis
Le film est constitué de documents filmés, et de scènes de fiction relatant des événements pris dans la réalité quotidienne de la classe ouvrière, de la paysannerie et de la bourgeoisie : un conseil d'administration organise un licenciement massif ; dans une usine, une grève permet d'éviter le licenciement de travailleurs âgés ; des paysans, soutenus par des militants, empêchent la saisie des biens d'un paysan pauvre ; un jeune chômeur qui n'a pas de quoi se nourrir est accueilli par des jeunes communistes.

## Fiche technique
- Réalisation : Jean Renoir, Jean-Paul Le Chanois (sous le nom de « Jean-Paul Dreyfus »)
- Scénario, adaptation et assistants à la mise en scène : Jean Renoir, Jean-Paul Le Chanois, Jacques Becker, André Zwobada, Pierre Unik, Henri Cartier-Bresson, Paul Vaillant-Couturier, Jacques Brunius, Marc Maurette, Maurice Lime. Sur une idée de Paul Vaillant-Couturier
- Photographie : Jean Bourgoin, Alain Douarinou, Claude Renoir, Jean Isnard, Louis Page, Nicolas Hayer
- Son : Robert Teisseire
- Musique : L'Internationale, Ronde des Saints-Simoniens, Chanson des Komsomols (Chostakovitch), Auprès de ma blonde et chants du Front Populaire, chantés par la chorale populaire de Paris sous la direction de Suzanne Cointe (résistante déportée le 15 avril 1943, guillotinée par les nazis à la prison de Plötzensee le 21 août 1943[4],[5]). Chanson fredonnée : La Cucaracha
- Montage : Marguerite Renoir
- Photographe de Plateau : Léo Mirkine
- Scripte : Renée Vavasseur
- Production : Coopérative «  Ciné-Liberté  » pour le Parti communiste français
- Tournage : studios Francœur, et extérieurs à Marlotte et porte de Montreuil à Paris
- Distribution : Ciné-Liberté, L'Avant-scène cinéma (1969)
- Durée : 62 minutes
- Format : Noir et blanc - Son mono - 1,37:1
- Dates de sortie :
  - 12 novembre 1969 (première présentation légale, au Studio Gît-le-Cœur à Paris)

## Distribution
- Nadia Sibirskaïa : Ninette, l'amie de René
- Madeleine Sologne : une ouvrière
- Gabrielle Fontan : Mme Lecocq, la paysanne
- Madeleine Sylvain : une femme dans le cortège final
- Claire Gérard : une bourgeoise dans la rue
- Simone Guisin : une dame au casino
- Madeleine Dax : une secrétaire de séance
- Muse Dalbray : une chômeuse
- Yolande Oliveiro : une femme dans le cortège final
- Julien Bertheau : René, l'ingénieur en chômage
- Jean Renoir : le patron du bistrot
- Jean-Paul Le Chanois : P'tit Louis
- Jacques Becker : un jeune chômeur
- Jean Dasté : l'instituteur
- Jacques Brunius : le président du conseil d'administration
- Max Dalban : Brochard, le Chrono
- Charles Blavette : Tonin
- Gaston Modot : Philippe Lecocq, le neveu
- Frédéric O'Brady : Mohammed, le laveur nord-africain
- Marcel Duhamel : M. Moutet, le Volontaire National
- Émile Drain : le vieux Gustave Bertin
- Sylvain Itkine : le comptable
- Guy Favières : le vieux chômeur
- Roger Blin : un ouvrier métalo
- Fabien Loris : un ouvrier
- Léon Larive : un client à la vente aux enchères
- Henri Pons : M. Lecocq, un paysan
- Marcel Lesieur : le patron du garage
- Maurice Marceau
- Edy Debray : l'huissier
- Teddy Michaud : un fasciste à l'entraînement
- Pierre Unik : le secrétaire de Marcel Cachin
- Georges Spanelly : le directeur de l'usine
- Fernand Bercher : un secrétaire
- Pierre Ferval : un autre client à la vente aux enchères
- Tristan Sévère : un chômeur à la soupe populaire
- Francis Lemarque : un chanteur à la guinguette
- Vladimir Sokoloff : un homme dans le cortège final
- François Viguier : un homme dans le cortège final
- Charles Charras : un chanteur à la guinguette

- Dans leurs propres rôles : Marcel Cachin, André Marty, Paul Vaillant-Couturier, Renaud Jean, Martha Desrumaux, Marcel Gitton, Jacques Duclos, Maurice Thorez[6].
- Avec la participation involontaire du Colonel de La Rocque, de Benito Mussolini et d'Adolf Hitler.

## Contexte et accueil
Le film est une commande du Parti communiste, en vue de sa campagne pour les élections législatives de 1936. Il est tourné entre mars et avril 1936, dans l'effervescence qui débouchera sur le Front populaire et les grèves de 1936. La commission de censure, qui semble considérer le film comme subversif, lui refuse son visa d'exploitation.
Selon L´humanité du 17 mai 1936, « M. Picard, directeur du cabinet du ministre de l’éducation nationale, [a fait] savoir [au] camarade Bonté, député de Paris, que son ministère ne pouvait intervenir "étant donné que M. Sarraut avait personnellement donné des ordres à la commission de censure pour que La Vie est à nous soit interdite". » Albert Sarraut est alors - pour quinze jours encore - président du Conseil et ministre de l'Intérieur.
Le film ne sera donc projeté que dans des réunions privées organisées par Ciné-Liberté, la coopérative créée par Jean Renoir, Henri Jeanson, Francoise Rosay, etc., et par le Parti communiste, non sans difficultés car des tentatives sont faites pour empêcher sa projection par la police, comme à la Bellevilloise, ou par les patrons d'usine. Plus étonnante est la tentative de septembre 1936 d'interdire les projections privées dans la région parisienne, alors que le Front populaire est déjà au pouvoir. Il faudra attendre 1969 pour qu'un visa d'exploitation soit accordé au film,.
Film plus qu'engagé : partisan, La vie est à nous est sans surprise accueilli très différemment par les différentes sensibilités politiques. Pour L'humanité, ce film est « réalisé pour le peuple dont il symbolise les aspirations et ses qualités techniques et artistiques en font un des meilleurs films français de ces derniers mois. » André Bazin remarque que La Vie est à nous présente des performances d’acteurs extraordinaires, mais que son scénario est par trop démonstrativement politique. Le site La Belle équipe, nuancé, relève qu'il a « tous les défauts [d'un film de propagande], principalement à cause de son manichéisme. Le film est ainsi une succession maladroite de diverses scènes opposant les travailleurs et le patronat... », tout en notant qu'il « a pris avec les années une indéniable valeur historique et sociale. »

## Autour du film
- Les caricatures sont de Jean Effel.